# 洛斯安第斯縣

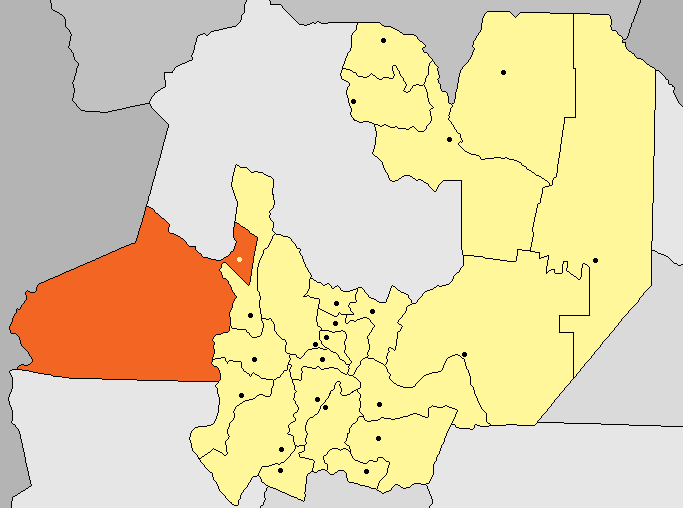

24°12′59″S 66°19′19″W / 24.21639°S 66.32194°W
洛斯安第斯縣（西班牙語：Departamento de Los Andes），是阿根廷的縣份，位於該國西北部薩爾塔省，首府設於聖安東尼奧德洛斯科布雷斯，面積25,636平方公里，該地區的地震活動頻繁和低強度，2001年人口5,630，人口密度每平方公里0.22人。